# Der letzte Bulle/Episodenliste

Logo zur Serie

Diese Liste enthält alle Episoden der deutschen Krimiserie Der letzte Bulle, sortiert nach der deutschen Erstausstrahlung. Die Fernsehserie umfasst fünf Staffeln mit 60 Episoden. Eine Fortsetzung der Serie ist nicht geplant. Henning Baum (spielt den „letzten Bullen“) sagte allerdings in einem Interview, dass die Informationen falsch wiedergegeben wurden und eine Fortsetzung der Serie nicht unmöglich ist.

## Übersicht
| Staffel | Episodenanzahl | Deutschsprachige Erstausstrahlung | Deutschsprachige Erstausstrahlung |
| Staffel | Episodenanzahl | Staffelpremiere                   | Staffelfinale                     |
| ------- | -------------- | --------------------------------- | --------------------------------- |
| 1       | 13             | 12. April 2010                    | 2. August 2010                    |
| 2       | 13             | 14. März 2011                     | 20. Juni 2011                     |
| 3       | 13             | 6. Februar 2012                   | 7. Mai 2012                       |
| 4       | 13             | 21. Januar 2013                   | 22. April 2013                    |
| 5       | 8              | 24. April 2014                    | 2. Juni 2014                      |

## Staffel 1
Die Erstausstrahlung der ersten Staffel war vom 12. April bis zum 2. August 2010 auf dem deutschen Sender Sat.1 zu sehen.
| Nr. (ges.) | Nr. (St.) | Originaltitel              | Zusammenfassung | Erstausstrahlung D | Regie           | Drehbuch                                         |
| ---------- | --------- | -------------------------- | --- | ------------------ | --------------- | ------------------------------------------------ |
| 1          | 1         | Die letzte Runde           | Die Leiche eines Raubmörders, der nach 15 Jahren aus der Haft entlassen wird, wird im Baldeneysee entdeckt.               | 12. Apr. 2010      | Michael Wenning | Stefan Scheich und Robert Dannenberg             |
| 2          | 2         | Der Weihnachtsmann ist tot | Die Leiche eines Mannes in einem Weihnachtsmannkostüm rutscht den Kamin eines Hauses herab und wird von Kindern entdeckt. | 19. Apr. 2010      | Michael Wenning | Anna Dokoupilova                                 |
| 3          | 3         | Überlebenstraining         | Bei einem Paintballspiel wird die Leiche eines Mannes entdeckt.                                                           | 26. Apr. 2010      | Michael Wenning | Katja Töner                                      |
| 4          | 4         | Nachtschicht               | Eine Krankenschwester wird erwürgt aufgefunden.                                                                           | 3. Mai 2010        | Sebastian Vigg  | Michael Illner                                   |
| 5          | 5         | Im Schatten von Feng-Shui  | Ein Feng-Shui-Designer wird mit einem Samurai-Schwert getötet.                                                            | 10. Mai 2010       | Sebastian Vigg  | Arne Nolting und Jan Martin Scharf               |
| 6          | 6         | Der verlorene Sohn         | Eine Wasserleiche wird gefunden.                                                                                          | 17. Mai 2010       | Dennis Satin    | Anna Dokoupilova                                 |
| 7          | 7         | Ich habe sie alle gehabt   | Ein Pornoproduzent wird ermordet.                                                                                         | 31. Mai 2010       | Dennis Satin    | Boris Dennulat und Matthias Tuchmann             |
| 8          | 8         | Das Runde muss ins Eckige  | In den Umkleideräumen einer Frauenfußballmannschaft wird eine Spielerin ermordet.                                         | 7. Juni 2010       | Sebastian Vigg  | Katja Töner                                      |
| 9          | 9         | Fremdgehen für Anfänger    | Die Kundenbetreuerin einer Seitensprungagentur wird aus dem Fenster eines Büros gestoßen.                                 | 5. Juli 2010       | Sebastian Vigg  | Arne Laser und Meriko Gehrmann                   |
| 10         | 10        | Gepflegter Tod             | Im Sun Valley Spa, einer Wellnessoase, wird die Leiche eines Mitarbeiters entdeckt.                                       | 12. Juli 2010      | Sebastian Vigg  | Jörg Alberts, Frank Koopmann und Susanne Wiegand |
| 11         | 11        | Klassentreffen             | Ein ehemaliger Klassenfreund von Mick wird ermordet.                                                                      | 19. Juli 2010      | Michael Wenning | Robert Dannenberg und Stefan Scheich             |
| 12         | 12        | Bei Kuscheln Mord          | Eine Lehrerin wird durch ein starkes Narkosemittel getötet.                                                               | 26. Juli 2010      | Michael Wenning | Boris Dennulat und Matthias Tuchmann             |
| 13         | 13        | Ein Stern über Essen       | Ein Spitzenkoch wird erschlagen.                                                                                          | 2. Aug. 2010       | Michael Wenning | Katja Töner                                      |

## Staffel 2
Die Erstausstrahlung der zweiten Staffel war vom 14. März bis zum 20. Juni 2011 auf dem deutschen Sender Sat.1 zu sehen.
| Nr. (ges.) | Nr. (St.) | Originaltitel                     | Zusammenfassung | Erstausstrahlung D | Regie              | Drehbuch                             |
| ---------- | --------- | --------------------------------- | --- | ------------------ | ------------------ | ------------------------------------ |
| 14         | 1         | Mord auf Distanz                  | Das Mitglied einer Wild-West-Ranch wird erschossen. | 14. März 2011      | Sebastian Vigg     | Robert Dannenberg und Stefan Scheich |
| 15         | 2         | Tod eines Strippers               | Ein Stripper wird erschlagen. | 21. März 2011      | Sebastian Vigg     | Robert Dannenberg und Stefan Scheich |
| 16         | 3         | Camping für Anfänger              | Der Besitzer eines Campingplatzes wird erschlagen. | 28. März 2011      | Sebastian Vigg     | Katja Töner                          |
| 17         | 4         | Wer findet, der stirbt            | Ein Geocacher wird erschossen im Wald aufgefunden. Er hatte mit seinem Freund eine neue Erfindung gemacht.                                                                                     | 4. Apr. 2011       | Sebastian Vigg     | Benjamin Karalic                     |
| 18         | 5         | Alle Wege führen zum Du           | Eine Frau, die mit ihrem Mann und einem weiteren Paar bei einer Paartherapie ist, wird erdrosselt.                                                                                             | 11. Apr. 2011      | Sophie Allet-Coche | Sandra Beck                          |
| 19         | 6         | Die Nackttanker von Huttrop       | In einem Bistro wird die Leiche eines Mannes entdeckt. | 18. Apr. 2011      | Sophie Allet-Coche | Michael Illner                       |
| 20         | 7         | Ich sehe was, was Du nicht siehst | Eine Wahrsagerin wird in ihrer Wohnung ermordet. | 2. Mai 2011        | Sophie Allet-Coche | Robert Dannenberg und Stefan Scheich |
| 21         | 8         | Das 5. Gebot                      | In einer Kirche wird die Leiche eines Mannes entdeckt. Mick entdeckt in dem Pfarrer einen alten Bekannten wieder.                                                                              | 9. Mai 2011        | Sebastian Vigg     | Lars Albaum                          |
| 22         | 9         | Mord auf Seite 1                  | Eine Fotografin wird in der Redaktion ermordet. In der Zeitung erscheinen Bilder, die noch vor dem Eintreffen der Polizei gemacht worden sind.                                                 | 16. Mai 2011       | Sebastian Vigg     | Joachim Friedmann und Uwe Petzold    |
| 23         | 10        | Ich weiß von nichts               | Ein Bauer wird tot in einem Mähdrescher aufgefunden. Seine Frau kann sich an nichts erinnern.                                                                                                  | 23. Mai 2011       | Sebastian Vigg     | Jörg Alberts und Susanne Wiegand     |
| 24         | 11        | Kita des Grauens                  | Ein Erzieher einer Kindertagesstätte wird durch eine Überdosis Medikamente umgebracht. | 30. Mai 2011       | Michael Wenning    | Michael Illner                       |
| 25         | 12        | Liebe in Not                      | Im Kofferraum eines Unfallwagens wird die Leiche einer Frau entdeckt. Leider ist der Name der Frau nirgends zu finden.                                                                         | 6. Juni 2011       | Michael Wenning    | Katja Töner                          |
| 26         | 13        | Die verpasste Chance              | Günther Kowalski wird im heimischen Fernsehsessel erschossen. Die Ermittler finden heraus, dass Kowalski anscheinend an der Entführung seines ehemaligen Chefs Alfred Wannstedt beteiligt war. | 20. Juni 2011      | Michael Wenning    | Robert Dannenberg und Stefan Scheich |

## Staffel 3
Aufgrund des Erfolges der zweiten Staffel wurde im Sommer 2011 eine dritte Staffel gedreht, die vom 6. Februar 2012 bis 7. Mai 2012 auf Sat.1 zu sehen war.
| Nr. (ges.) | Nr. (St.) | Originaltitel               | Zusammenfassung | Erstausstrahlung D | Regie               | Drehbuch                              |
| ---------- | --------- | --------------------------- | --- | ------------------ | ------------------- | ------------------------------------- |
| 27         | 1         | Ein echter Held             | Tanja erholt sich gut von ihrer Schussverletzung und ein neuer Rivale für Mick taucht auf. Der Betreiber eines Kletterparkes wird erschlagen aufgefunden. | 6. Feb. 2012       | Sebastian Vigg      | Stefan Scheich und Robert Dannenberg  |
| 28         | 2         | Und raus bist du!           | Eine junge Frau wird in einem Restaurant vergiftet aufgefunden. Mick und Andreas finden heraus, dass die Frau in einem Unternehmen gearbeitet hat, das anderen Firmen dabei hilft, „überflüssige“ Mitarbeiter zu entlassen. Die Rivalität zwischen Mick und Dr. Niklas Hold eskaliert.                                                                                    | 13. Feb. 2012      | Sebastian Vigg      | Katja Töner                           |
| 29         | 3         | Aller guten Dinge sind drei | Eine Autorin, die Bücher über Polyandrie schreibt, wird vergiftet in ihrem Haus aufgefunden. Zu allem Überfluss werden Andreas und Mick von einer Journalistin (Suzan Anbeh) begleitet, die eine Reportage über die beiden schreiben soll. | 20. Feb. 2012      | Sophie Allet-Coche  | Benjamin Karatic und Rebecca Mahnkopf |
| 30         | 4         | Vater Mutter Kind           | Zuerst verunglückt seine Tochter, dann wird auch noch seine Frau ermordet. Ein schwerer Schlag für Markus Riez. Alles deutet auf Raubmord hin, doch Mick und Andreas finden heraus, dass alles nur vorgetäuscht war. Auf dem Revier gibt es Wirbel um einen angeordneten Fitnesstest.                                                                                     | 27. Feb. 2012      | Sophie Allet-Coche  | Christoph Wortberg                    |
| 31         | 5         | Nymphen und Don Juans       | Eine zurückhaltende Bibliothekarin wird ermordet aufgefunden. Mick und Andreas finden heraus, dass es sich um eine Nymphomanin handelt. Verdächtig sind der Ehemann und die Mitglieder einer Sexualtherapie-Gruppe. | 5. März 2012       | Sophie Allet-Coche  | Arne Nolting und Jan Martin Scharf    |
| 32         | 6         | Es lebe der Sport           | Der Fechttrainer Dietmar Kuhlmann wird ermordet. Andreas kannte ihn seit Kindertagen. Derweil hat Mick andere Sorgen, denn sein alter Opel Diplomat soll verschrottet werden. | 12. März 2012      | Florian Froschmayer | Robert Dannenberg und Stefan Scheich  |
| 33         | 7         | Ohne Moos nix los           | Der Gärtner des einstigen Fußballstars Rudi Moos wurde erschossen. Alles deutet auf den ehemaligen Star hin, denn seine Frau hatte eine Affäre mit dem Gärtner und die tödliche Kugel stammte aus Rudis Pistole. | 19. März 2012      | Florian Froschmayer | Michael Illner                        |
| 34         | 8         | Das Killer-Alphabet         | Eine Lehrerin für Alphabetisierungskurse wird erstochen. Nach ihrem missratenen Stiefsohn gerät ein Fahrlehrer in Verdacht, der auffällig viele Analphabeten unterrichtet. Zudem soll sich die Mordkommission beim Girls’ Day positiv darstellen. | 26. März 2012      | Florian Froschmayer | Katja Töner                           |
| 35         | 9         | Alles Verräter              | Ein Kollege von Mick und Andreas wird ermordet aufgefunden. Da er der Korruption verdächtigt wird und ein Mitwisser im Polizeipräsidium vermutet wird, tauchen zwei interne Ermittler auf, die die Abteilung in Aufruhr versetzen. Mick gerät in Hauptverdacht. Das Duo löst den Mordfall und deckt die Korruptionsfälle auf, obwohl es nur heimlich ermitteln kann.      | 2. Apr. 2012       | Thomas Nennstiel    | Arndt Stüwe                           |
| 36         | 10        | Hühnerabend                 | Bei einer Junggesellinnen-Abschiedsfeier bricht der Stripper, dessen Auftritt der Höhepunkt des Abends sein soll, tot zusammen. Es stellt sich heraus, dass er eine mit Zyankali vergiftete Praline gegessen hatte. Bei ihren Ermittlungen kommen Mick und Andreas einer betrügerischen Hochzeits-Planerin auf die Schliche und am Ende lassen sie eine Hochzeit platzen. | 16. Apr. 2012      | Thomas Nennstiel    | Arne Nolting und Jan Martin Scharf    |
| 37         | 11        | Tod eines Schlachters       | Ein Schlachter wird ermordet. Als seine Leiche entdeckt wird, ist diese völlig blutleer und auch die Wunde an seinem Hals passt zu keiner bekannten Waffe. Am nächsten Tag werden mehrere Essener Bürger mit Lebensmittelvergiftungen ins Krankenhaus eingeliefert. Sie alle aßen Würstchen aus der Fleischerei des Opfers.                                               | 23. Apr. 2012      | Thomas Nennstiel    | Sven Böttcher                         |
| 38         | 12        | Ich sag's nicht weiter      | Eine Schülerin stürzt aus einem Fenster auf den Schulhof und stirbt. Mick und Andreas müssen herausfinden, ob es ein Unfall oder Mord war. | 30. Apr. 2012      | Peter Stauch        | Jörg Alberts und Susanne Wiegand      |
| 39         | 13        | Die, die vergeben können    | Ein Exhäftling wird in einem Park erstochen. Mick wird mit seiner Vergangenheit und dem Ende seines früheren Lebens konfrontiert, obwohl seine Kollegen versuchen, ihn davon abzuschirmen. | 7. Mai 2012        | Peter Stauch        | Robert Dannenberg und Stefan Scheich  |

## Staffel 4
Am 3. Mai 2012 wurde die Produktion einer vierten Staffel angekündigt, deren Ausstrahlung vom 21. Januar 2013 bis zum 22. April 2013 zu sehen war.
| Nr. (ges.) | Nr. (St.) | Originaltitel             | Zusammenfassung | Erstausstrahlung D | Regie              | Drehbuch                             |
| ---------- | --------- | ------------------------- | --- | ------------------ | ------------------ | ------------------------------------ |
| 40         | 1         | Die Jagd beginnt          | Nachdem Mick erfahren hat, dass ihm seine Kollegen die Identität seines Komaschützen verheimlicht haben, quittiert er den Dienst und zieht sich in eine Hütte im Wald zurück. Währenddessen untersuchen Andreas und sein neuer Partner den Mord an einem Taxifahrer. Wie sich herausstellt, wurde das Opfer mit der Waffe umgebracht, mit der auch Mick ins Koma geschossen wurde. | 21. Jan. 2013      | Zoltan Spirandelli | Arne Nolting und Jan Martin Scharf   |
| 41         | 2         | Nagel ins Herz            | Mick kehrt zur Kripo Essen zurück. Sein erster Fall hat mit drei verschwundenen Postautos zu tun. Die Waren haben einen Wert von über 70.000 Euro. Der unbekannte Dieb wiederum verschenkt die Postsendungen an ein Waisenhaus und ein Altersheim. Unterdessen wird ein Privatdetektiv, der den Raub der Postwagen untersuchen sollte, mit einem Nagel im Herz tot aufgefunden. | 28. Jan. 2013      | Zoltan Spirandelli | Michael Illner                       |
| 42         | 3         | Der Sinn des Lebens       | Ein Samenspender wird ermordet. Neben seiner Ex-Freundin gerät auch bald ein lesbisches Ehepaar in Verdacht, deren Sohn vom Toten stammt. Tanja versucht unterdessen lange Zeit vergeblich, Mick mitzuteilen, dass sie ihren Posten als Chefin aufgeben wird. Andreas wiederum ist bei den Ermittlungen abgelenkt, wird seine Freundin Dana doch in Kürze einen Sohn zur Welt bringen. Der hat es am Ende so eilig, dass Mick und Tanja auf freier Strecke unfreiwillig zu Geburtshelfern werden müssen. | 4. Feb. 2013       | Sophie Allet-Coche | Katja Töner                          |
| 43         | 4         | Kein Sterbenswort         | Ein Mann sprengt sich mit einer selbstgebauten Bombe in die Luft. Da vermutet wird, dass es sich um einen Schläfer handelt, werden Mick und Andreas vom Fall abgezogen, den nun das BKA übernimmt. Mick und Andreas ermitteln auf eigene Faust weiter und kommen der Wahrheit auf die Spur. Die schadet jedoch einer ganzen Familie, zumal das BKA bereits auf eine falsche, aber für alle Beteiligten eher tragbare Lösung gekommen ist. | 11. Feb. 2013      | Sophie Allet-Coche | Sven Böttcher                        |
| 44         | 5         | Unsere kleine Straße      | Ein Obdachloser stirbt und zunächst fällt der Verdacht auf eine von Anwohnern der Gegend gegründete Bürgerinitiative, die die Obdachlosen in einem nahen Park loswerden wollte. Bald stellt sich heraus, dass der Obdachlose in der Gegend eine blinde Halbschwester hat, zu der er in Kontakt stand. Auf dem Revier mischt unterdessen Controllerin Steffi den Arbeitsalltag auf, unter anderem weil sie Mick sein Auto ausreden und dem Chef einen Vorruhestand einreden will. Roland Meisner leidet derweil unter seiner Trennung von Andreas’ Mutter. | 18. Feb. 2013      | Sophie Allet-Coche | Robert Dannenberg                    |
| 45         | 6         | Feuer und Flamme          | Mick und Andreas überraschen eine junge Frau beim Versuch, ein Auto anzuzünden. Einige Straßen weiter wird ein ausgebranntes Auto mit einer Frauenleiche entdeckt. Die Spur führt zur autonomen Szene, aber auch zum Ex-Mann der Toten. Mick plant unterdessen Rache an dem Mann, der vor mehr als 20 Jahren den Auftrag gab, ihn zu töten. | 25. Feb. 2013      | Peter Stauch       | Christian Heider und Uschi Müller    |
| 46         | 7         | Zur Kasse, Schätzchen     | Ein Freier wird in einem Bordell ermordet. Mick und Andreas ermitteln; heikel ist, dass auch Roland Meisner zum Zeitpunkt des Mordes Kunde im Bordell war. | 4. März 2013       | Peter Stauch       | Arndt Stüwe                          |
| 47         | 8         | Wer zu hoch fliegt        | In einer Polizeischule wird eine Schülerin ermordet, die sich zuvor beim SEK beworben und gute Chancen hatte, als erste Frau angenommen zu werden. Für Mick und Andreas wird der Ermittlungsfall auch zu einem Trip in ihre Vergangenheit. | 11. März 2013      | Peter Stauch       | Robert Dannenberg                    |
| 48         | 9         | Spielchen spielen         | Micks Tochter Isabelle wird bei einem Banküberfall als Geisel genommen, kann jedoch von Mick gerettet werden. Er denkt, ein alter Gegner wolle Rache für die Vorfälle vor über 20 Jahren üben, doch gibt es ja auch noch den „zweiten Vater“ Roland Meisner, auf den es der Täter in Wirklichkeit abgesehen hat. Andreas macht unterdessen Dana einen Heiratsantrag. | 18. März 2013      | Thomas Nennstiel   | Christoph Wortberg                   |
| 49         | 10        | Grubengold                | Unter Tage wird ein Bergmann ermordet, der ein Goldnugget bei sich trug. Mick und Andreas stoßen bei den Kumpel jedoch auf eine Mauer des Schweigens. Andreas hat andere Probleme, organisiert er doch seine bevorstehende Hochzeit. Mick wird unterdessen von den Schatten seiner Vergangenheit eingeholt. | 25. März 2013      | Thomas Nennstiel   | Stefan Scheich                       |
| 50         | 11        | Uschi mach keinen Quatsch | Uschi erwacht in der Wohnung ihres Vermieters, der tot auf dem Boden liegt. Per Überwachungskamera wird ihre Flucht aus der Wohnung gefilmt und Mick und Andreas müssen sie festnehmen. Es zeigt sich, dass Uschi hohe Mietschulden hatte. Dennoch sind die Ermittler, Roland, Tanja und Martin von Uschis Unschuld überzeugt. Der Staatsanwalt wiederum scheint ein hohes Interesse daran zu haben, Uschi als Täterin verurteilen zu lassen. | 8. Apr. 2013       | Thomas Nennstiel   | Arne Nolting und Jan Martin Scharf   |
| 51         | 12        | Romeo und Julia           | Ein 16-jähriges Mädchen gesteht Mick und Andreas, dass es seine Mutter umgebracht habe. Die Suche nach der Leiche der Bankerin bleibt erfolglos. Es stellt sich heraus, dass das Mädchen schwanger ist. Ihr Freund bezichtigt sich kurz darauf ebenfalls des Mordes. Micks Privatleben ist ebenfalls turbulent: Seine Beziehung zu Steffi zerbricht und er steht vor der finalen Konfrontation mit seinem Erzfeind Körting, der einst seine Ermordung in Auftrag gab. Anmerkung: In dieser Folge kommt es zu einem Crossover mit der Serie Danni Lowinski. | 15. Apr. 2013      | Thomas Nennstiel   | Rafael Solá Ferrer                   |
| 52         | 13        | Gefährliches Spiel        | Körting ist in Haft, doch ist Arno Fieber als Mittäter weiterhin auf der Flucht. Mick ist frustriert, darf er doch weder nach Fieber fahnden, noch Körting vernehmen. Er wird stattdessen mit Andreas zu einem Mord gerufen. Ein Kellner wurde tot in seiner Wohnung gefunden. Es stellt sich heraus, dass der Mann auch als Croupier in einem illegalen Casino arbeitete, wo seit einiger Zeit gezinkte Karten in Umlauf waren. Der Mord kann geklärt werden und Andreas verabschiedet sich in seine Flitterwochen. In seinem Auto wartet Fieber auf ihn und bedroht ihn mit einer Waffe. Er will sich mit Andreas’ Hilfe außer Landes absetzen. Jedoch gelingt es den beiden Ermittlern ihn dingfest zu machen. | 22. Apr. 2013      | Thomas Nennstiel   | Robert Dannenberg und Stefan Scheich |

## Staffel 5
Im Gegensatz zu den vorherigen Staffeln besteht diese aus acht Episoden, die als zusammenhängende, aufeinander aufbauende Folgen konzipiert sind. Die Erstausstrahlung der ersten sieben Folgen sendete der Bezahlfernsehsender Sat.1 emotions vom 24. April bis zum 29. Mai 2014. Auf Sat.1 wurde die Staffel vom 28. April bis zum 2. Juni 2014 ausgestrahlt, wobei Folge acht dort als Erstausstrahlung zu sehen war.
| Nr. (ges.) | Nr. (St.) | Originaltitel             | Zusammenfassung | Erstausstrahlung D | Regie              | Drehbuch                             |
| ---------- | --------- | ------------------------- | --- | ------------------ | ------------------ | ------------------------------------ |
| 53         | 1         | Die Büchse der Pandora    | Zwei Jahre sind vergangen. Andreas, Tanja, Meisner und Ferchert haben die Kriminalpolizei verlassen. Mick wird nach einem gescheiterten Undercover-Einsatz zum Streifenpolizisten degradiert. Als Klaus Koller (Andreas’ neuer Vorgesetzter vom LKA) ihm Geld bietet, kommt dies Andreas unheimlich vor. Wenig später wird Koller von Mick tot in seinem ausgebrannten Auto aufgefunden. So treffen die alten Weggefährten wieder aufeinander. Das Geld will Andreas zu Kollers Witwe zurückbringen, diese legt ihm dies als Bestechung aus. | 24. Apr. 2014      | Thomas Nennstiel   | Arne Nolting und Jan Martin Scharf   |
| 54         | 2         | Die wollen nur spielen    | Nachdem ein Anschlag auf Andreas’ Leben verübt wurde, möchte er seinen Job beim LKA hinschmeißen. Doch Mick überredet ihn, dies nicht zu tun und weiter zu ermitteln. Dann findet Mick bei seinen inoffiziellen Ermittlungen eine Erpresser-Mail an Koller, in der es um eine Millionensumme geht. Koller hat wohl gedacht, diese Mail sei von Andreas und wollte ihm deshalb so viel Geld geben. Außerdem geht es in der Mail auch um ein großes Ding von 2002. Doch die Akten von diesen Zeitraum fehlen. | 24. Apr. 2014      | Thomas Nennstiel   | Arne Nolting und Jan Martin Scharf   |
| 55         | 3         | Das Ding des Jahrhunderts | Als Holger Brawitsch mit Mick über alles reden will, wird er erschossen. Auf der Beerdigung von Klaus Koller gehen alle Mick aus dem Weg. Außerdem wird er beobachtet. Mick verfolgt die Person, aber sie entkommt ihm. Mick erkennt das Auto, weil er es vor dem Haus seiner Tochter Isa gesehen hat. Es stellt sich heraus, dass das Auto Micks Vater gehört. Andreas hat inzwischen eine neue Kollegin bekommen. Doch er weiß noch nicht, ob sie ihm wirklich helfen will oder nur beschatten soll. | 1. Mai 2014        | Thomas Nennstiel   | Christian Heider und Uschi Müller    |
| 56         | 4         | Sieben Buchstaben         | Mick hat die Akte von der Silvesternacht 2001/2002 gefunden. Dort steht ein geschwärzter Name mit sieben Buchstaben. Mick denkt, dass dies der Mann ist, den er sucht und dass er von dem LKA, der Polizei oder dem Wachschutz kommen muss. Doch bei seinen Ermittlungen wird er von seinem Chef beim Wachschutz behindert, weil dieser einen Rund-um-die-Uhr Auftrag für Mick hat. Trotzdem findet er heraus, dass sein Vater früher beim Wachschutz gearbeitet hat. Er verdächtigt seinen Vater, weil der Name Brisgau aus sieben Buchstaben besteht. | 8. Mai 2014        | Michael Kreindl    | Christian Heider und Uschi Müller    |
| 57         | 5         | Was hab ich getan         | Micks Erinnerungen an die Silvesternacht 2001/2002 kommen langsam wieder. Er weiß nur, dass er in irgendeiner Weise daran beteiligt war, obwohl er eigentlich zu dieser Zeit im Krankenhaus lag. Er sucht das Personal von damals auf. Aber niemand weiß so genau, was damals war. Im Krankenhausbuch steht auch nichts Genaues. Dort steht nur, dass ein Vertretungsarzt in dieser Nacht im Krankenhaus war. Durch Nachforschungen erfährt er, dass es Meisner war. Außerdem erfährt Mick, dass Astrid, mit der er einen One-Night-Stand hatte, von ihm schwanger ist. | 15. Mai 2014       | Michael Kreindl    | Sven Böttcher                        |
| 58         | 6         | Ins Paradies              | Mick wird verdächtigt, einen Beamten der Bundesbank erschossen zu haben. Er flüchtet nach Monaco, um dort von seinem Vater Antworten zur Silvesternacht 2001/2002 zu erhalten. Dort findet er heraus, dass sein Vater einen hohen Teil des Diebesgutes erhalten hat. Als Erwin gerade nach Korsika fliehen will, gelingt es Mick, ihn davon zu überzeugen, nach Deutschland zurückzukehren und auszusagen. Währenddessen wird Andreas verdächtigt, mit Mick gemeinsame Sache gemacht zu haben. | 22. Mai 2014       | Sophie Allet-Coche | Johannes Lackner                     |
| 59         | 7         | Es bleibt in der Familie  | Mick erfährt von Ferchert und Meisner endlich, was tatsächlich in der verhängnisvollen Silvesternacht passiert ist: Die Verschwörer vertauschten einen Geldtransporter mit echten und falschen Banknoten und erbeuteten so Millionen. Um den mitfahrenden Bundesbankbeamten zu täuschen, musste Mick, im Koma liegend, als „Unfallopfer“ herhalten. Andreas’ Partnerin Anja ist ebenfalls in die Sache verwickelt. Ihre Lebensgefährtin wurde erpresst, die falschen Banknoten herzustellen. Schließlich wird mit Görnemann ein weiterer Beteiligter erschossen, doch der Mörder ist nach wie vor unbekannt. | 29. Mai 2014       | Sophie Allet-Coche | Robert Dannenberg und Stefan Scheich |
| 60         | 8         | Die Zukunft               | Das Geheimnis wird gelüftet: Micks tot geglaubter Kollege Koller hat seinen Unfall nur vorgetäuscht und die Mitwisser aus dem Weg geräumt. Die anderen wurden von ihm und seiner Frau, die alles gewusst hat, erpresst und sollten für sein Schweigen bezahlen. Mick kann ihm die erpressten 20 Millionen abnehmen, aber Koller nimmt dafür die schwangere Astrid als Geisel. Nur mit Mühe kann Mick Astrid befreien und Koller, der zuvor seine Frau Vera versehentlich erschießt, im Kampf Mann gegen Mann besiegen und mit dessen eigenem Messer tödlich verletzen. Der leitende Ermittlungsbeamte Bremme, der Mick die Morde anhängen wollte, wird zum Rücktritt gedrängt, mit Andreas Kringge als designiertem Nachfolger. Nachdem Mick ein Geldbündel verbrannt hatte, beschließen die übrigen damals Beteiligten, das restliche Geld aufzuteilen und Schweigen zu bewahren. Mick will seine Vaterrolle von Astrids Kind annehmen. | 2. Juni 2014       | Sophie Allet-Coche | Robert Dannenberg und Stefan Scheich |